# Solenopsis reichenspergeri
Solenopsis reichenspergeri é uma espécie de formiga do gênero Solenopsis, pertencente à subfamília Myrmicinae.